# EteRNA

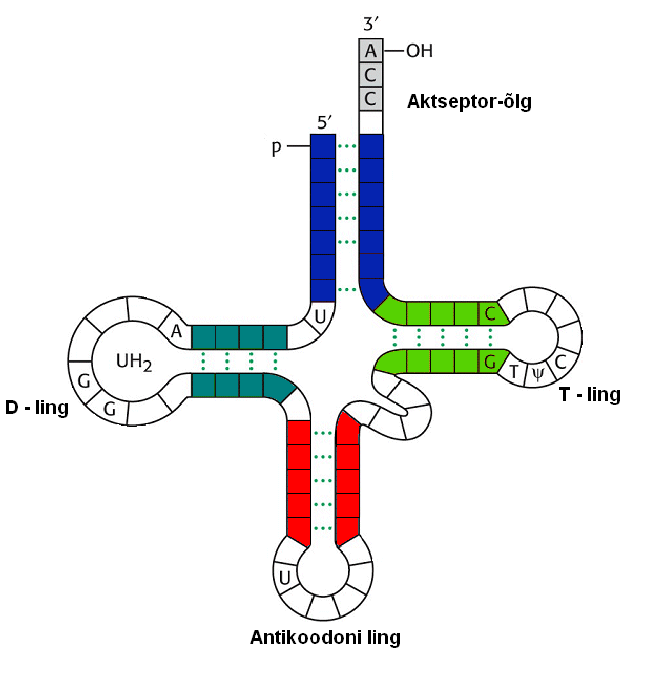
Um jogo para descobrir segredos genéticos

EteRNA é um "jogo on-line" desenvolvido por cientistas da Universidade Carnegie Mellon e da Universidade de Stanford, que envolve a participação informada, consciente e voluntária, de milhares de cidadãos que enquanto jogam, geram e analisam grandes quantidades de dados, partilham o seu conhecimento para resolver enigmas relacionados com dobramento de moléculas de ARN. Das listados "Eterna Players" como autores do estudo, publicado em 2016 no Journal of Biology Molecular. É a primeira vez que "cientistas cidadãos" recrutados através de um jogo de vídeo, foram listados como co-autores líder em um artigo científico.
Ao jogar EteRNA, o cidadão vai participar na criação, em grande escala, da primeira biblioteca de projetos de ARN sintéticos. Os pesquisadores acreditam que os esforços dos voluntários vão ajudar a revelar novos princípios para a elaboração de ARN baseados em interruptores e nanomáquinas - novos sistemas para a procura e, eventualmente, o controle de células vivas e vírus causadores de doenças. Os cientistas descobriram que os esforços coletivos de esses jogadores tem sido mais útil do que os supercomputadores na criação de modelos de ARN.